# Pseudobunaea
Pseudobunaea is een geslacht van vlinders uit de familie nachtpauwogen (Saturniidae). De wetenschappelijke naam van het geslacht is voor het eerst geldig gepubliceerd in 1927 door Eugène Louis Bouvier. De lijst van soorten in dit artikel volgt Afromoths.
De typesoort van het geslacht is Phalaena alinda Drury, 1782

## Soorten
- Pseudobunaea alinda (Drury, 1782)
- Pseudobunaea barnsi Bouvier, 1930[2]
- Pseudobunaea bjornstadi Bouyer, 2006
- Pseudobunaea bondwana Darge, 2009
- Pseudobunaea callista (Jordan, 1910)
- Pseudobunaea claryi Darge, 2009
- Pseudobunaea cleopatra (Aurivillius, 1893)[3]
- Pseudobunaea cyrene (Weymer, 1909)
- Pseudobunaea dayensis Rougeot, 1991[2]
- Pseudobunaea deaconi (Stoneham, 1962)
- Pseudobunaea elucida Darge, 2009
- Pseudobunaea epithyrena (Maassen & Weyding, 1885)
- Pseudobunaea fumida Darge, 2003
- Pseudobunaea geita Darge, 2012
- Pseudobunaea heyeri (Weymer, 1896)
- Pseudobunaea illustris (Weymer, 1901)
- Pseudobunaea irius (Fabricius, 1793)
  - = Pseudobunaea melinde (Maassen & Weyding, 1885)
  - = Pseudobunaea inornata (Sonthonnax, 1901)
  - = Pseudobunaea redlichi (Weymer, 1901)
  - = Pseudobunaea meloui (Riel, 1910)
  - = Pseudobunaea immaculata Bouvier, 1930
- Pseudobunaea iyayiensis Darge, 2012
- Pseudobunaea kidugalensis Darge, 2012
- Pseudobunaea kituloensis Darge, 2010
- Pseudobunaea kiyamyulwa Darge, 2012
- Pseudobunaea mbiziana Darge, 2009
- Pseudobunaea megana Darge, 2012
- Pseudobunaea miriakambana Darge, 2009
- Pseudobunaea morlandi (Rothschild, 1907)[2]
- Pseudobunaea mwangomoi Darge, 2009
- Pseudobunaea natalensis (Aurivillius, 1893)
- Pseudobunaea orientalis Rougeot, 1972[3]
- Pseudobunaea pallens (Sonthonnax, 1899)
- Pseudobunaea parathyrrhena (Bouvier, 1927)
- Pseudobunaea santini Darge, 2009
- Pseudobunaea sjostedti (Aurivillius, 1893)
- Pseudobunaea tyrrhena (Westwood, 1849)
- Pseudobunaea vingerhoedti Bouyer, 2004